# Circeaster
Circeaster is een geslacht van zeesterren uit de familie Goniasteridae.				

## Soorten
- Circeaster americanus (A.H. Clark, 1916)
- Circeaster arandae Mah, 2006
- Circeaster helenae Mah, 2006
- Circeaster kristinae Mah, 2006
- Circeaster loisetteae Mah, 2006
- Circeaster magdalenae Koehler, 1909
- Circeaster marcelli Koehler, 1909
- Circeaster pullus Mah, 2006
- Circeaster sandrae Mah, 2006